# III wojna północna

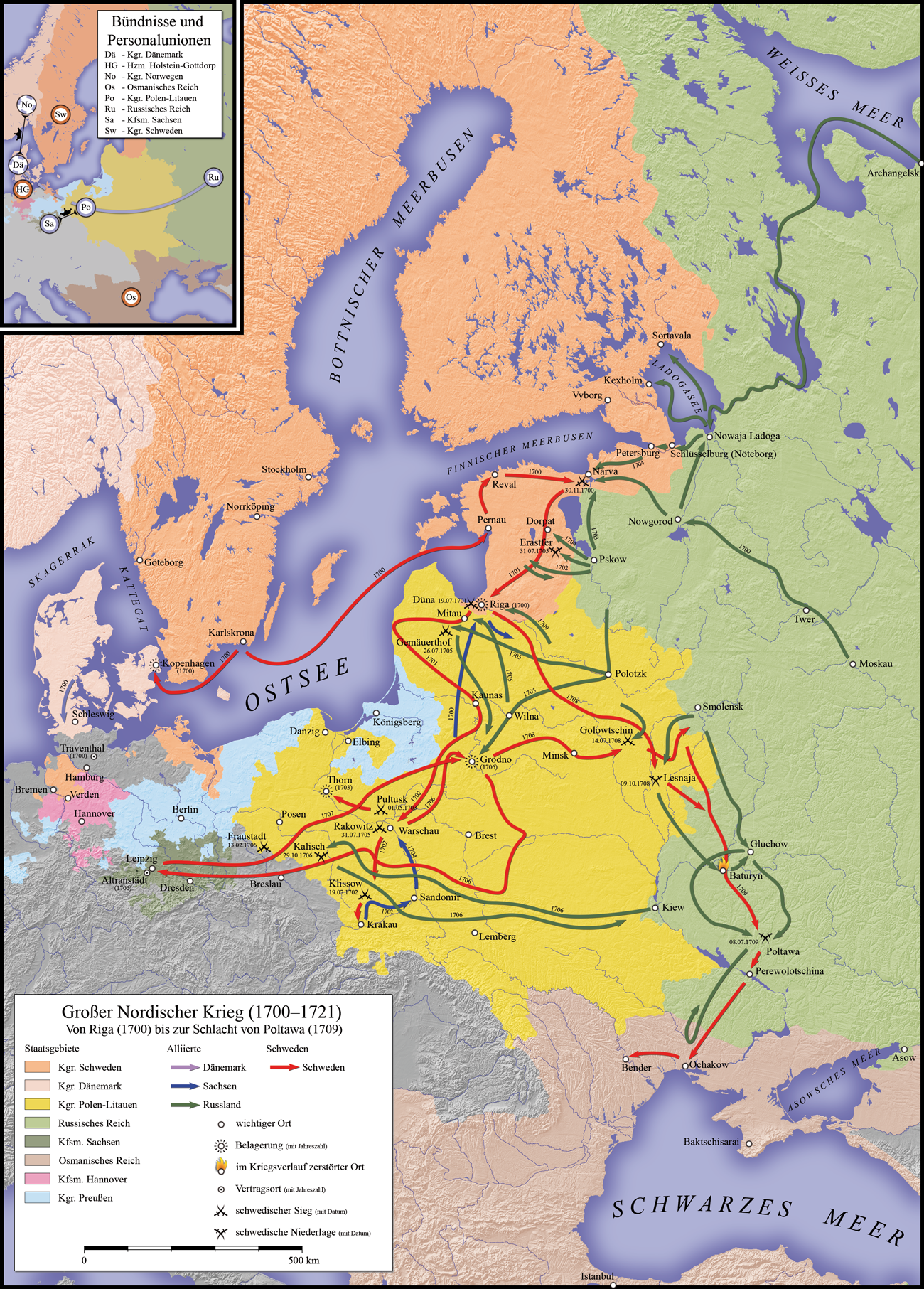
Pierwsza faza III wojny północnej

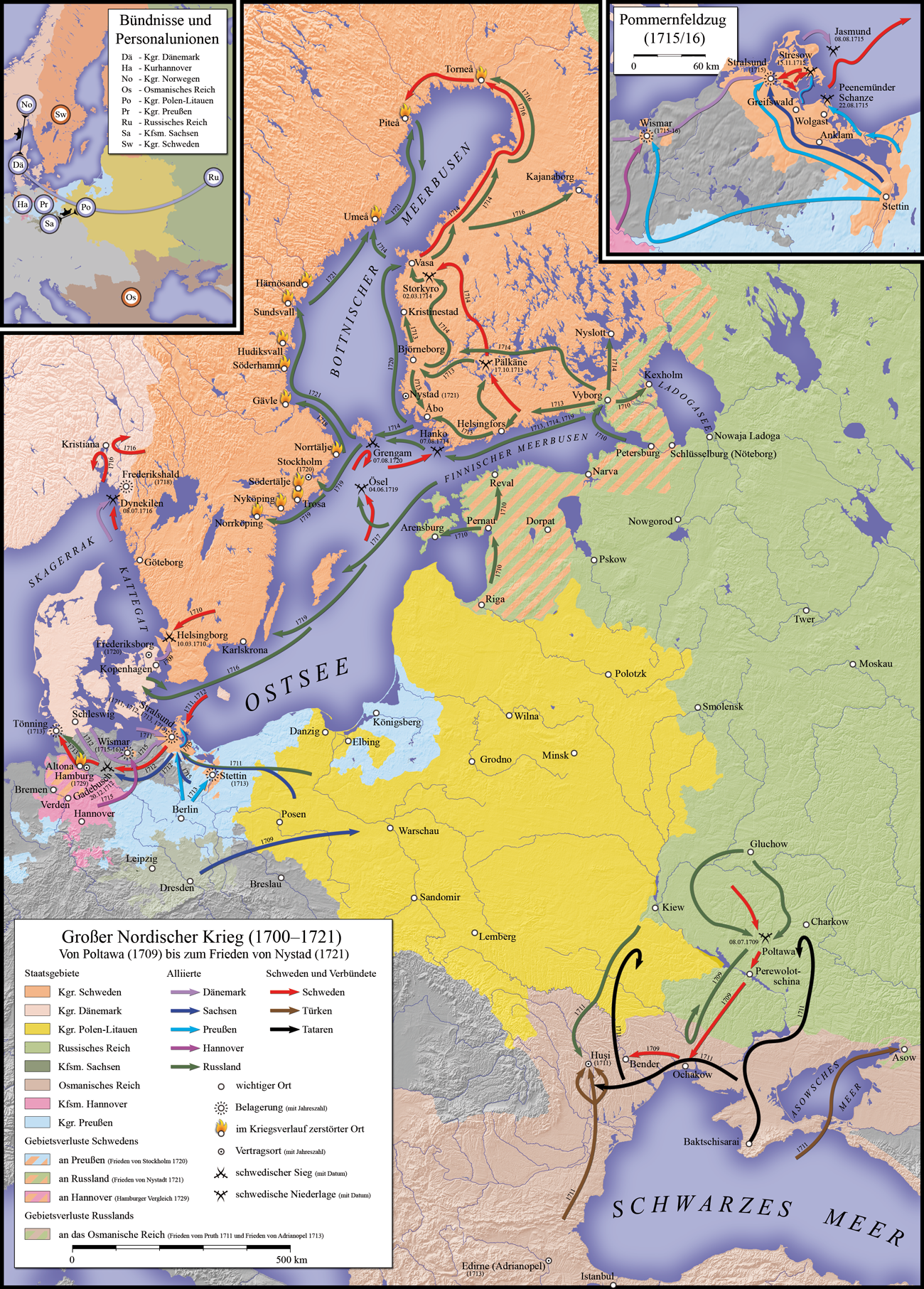
Druga faza III wojny północnej

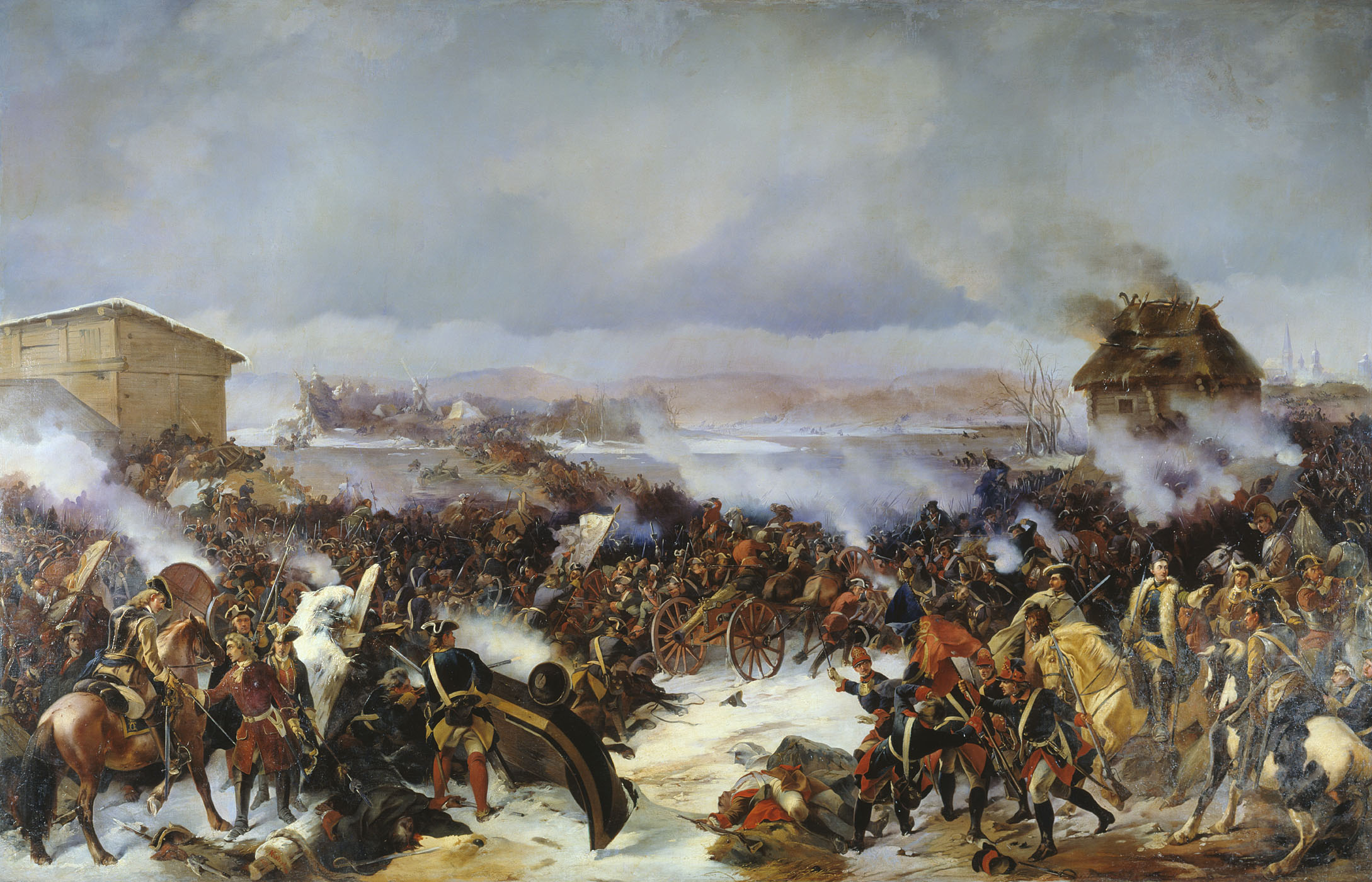
Bitwa pod Narwą w 1700, mal. Alexander von Kotzebue

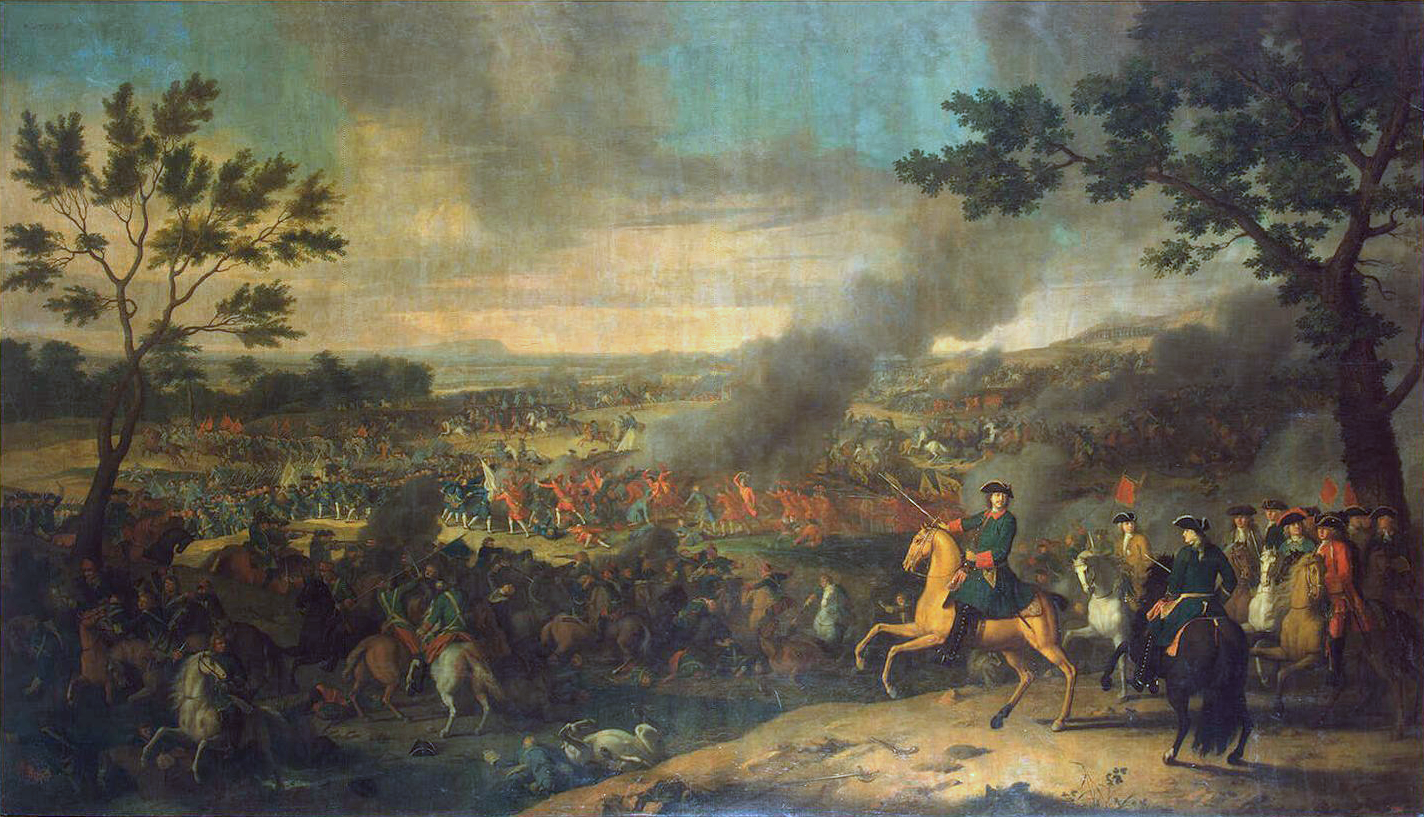
Car Piotr I pod Połtawą, mal. Louis Caravaque

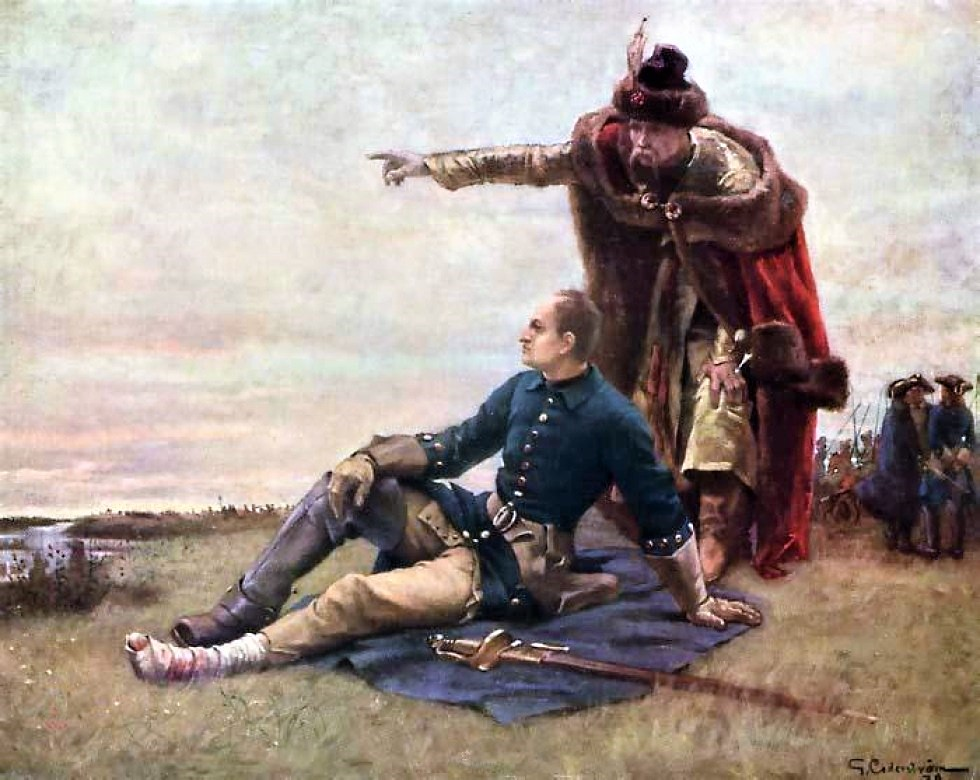
Karol XII i Iwan Mazepa pod Połtawą, mal. Gustaf Cederström

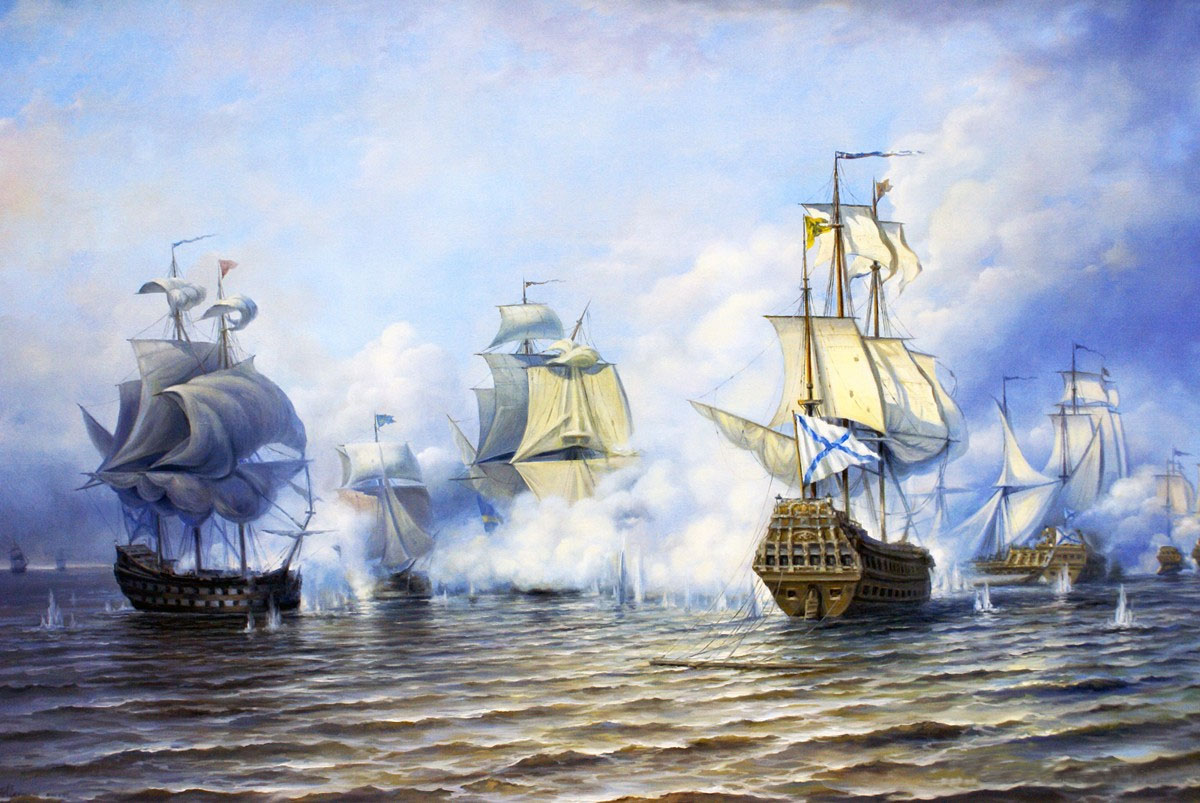
Bitwa morska u brzegów Ozylii, mal. Aleksiej Bogolubow

III wojna północna (wielka wojna północna) – konflikt zbrojny, który toczył się w latach 1700–1721 pomiędzy Królestwem Danii i Norwegii, Rosją, Saksonią, Prusami, Hanowerem (od 1715) i Rzecząpospolitą Obojga Narodów (od 1704) z jednej strony, a Szwecją z drugiej. Znaczna część walk toczyła się na terytorium Rzeczypospolitej i jej kosztem już od wybuchu konfliktu, mimo formalnej początkowo neutralności. Zakończyła się podpisaniem pokoju w Nystad, w wyniku którego wzrosło znaczenie Rosji, a Szwecja utraciła status europejskiego mocarstwa.

## Liga Północna
Działania Rosji w tym rejonie Europy wymierzone były w tworzący się sojusz francusko-szwedzki. W 1697 roku postawa cara Piotra I sprawiła, że Francji nie udało się osadzić na polskim tronie księcia Franciszka Ludwika Contiego. Dzięki poparciu do tronu Augusta II Mocnego Piotr I chciał zachować Rzeczpospolitą jako silnego sojusznika przeciw Turcji i wciągnąć ją do wojny ze Szwecją. W 1699 roku Dania, Saksonia i Rosja zawarły sojusz, którego celem było odzyskanie utraconych terytoriów. 5 października 1699 r. August II Mocny jako elektor Saksonii zawarł sojusz zaczepno-odporny z Danią, a 21 listopada 1699 r. sojusz tego samego typu z Rosją w Prieobrażenskoje. Podobny sojusz zawarła Rosja z Danią. Powstała w ten sposób Liga Północna. 2 lutego 1700 r. August II podpisał tajny traktat z Brandenburgią, już w czasie działań wojennych 6 kwietnia 1700 r. doszło do zawarcia przymierza duńsko-brandenburskiego.

## Pierwsza faza wojny (1700–1706)
Konflikt rozpoczął się uderzeniem wojsk saskich Augusta II Mocnego w lutym na Dyjament, Rygę i Inflanty, wojsk duńskich Fryderyka IV na Holsztyn w marcu, oraz wojsk rosyjskich latem na Estonię. Młodziutki i niedoceniany władca Szwecji Karol XII, z pomocą flot angielskiej i holenderskiej przeprowadził desant na Zelandii. W wyniku oblężenia Kopenhagi przez wojska szwedzkie Fryderyk IV został zmuszony do podpisania 19 marca 1700 r. układu w Travendal, tracąc Holsztyn i zobowiązując się do niewspierania strony rosyjskiej w dalszych działaniach. 30 listopada 1700 roku Karol XII z kilkukrotnie mniej liczną armią (8–11 tys. wojsk szwedzkich w stosunku do 24–35 tys. wojsk rosyjskich) rozgromił Rosjan w bitwie pod Narwą.

### Walki w Polsce (1702–1706)
W lipcu 1701 roku Karol XII rozgromił Sasów w bitwie pod Rygą i zajmując Inflanty i Kurlandię wkroczył do Polski, która formalnie zachowała neutralność. W 1702 roku Karol XII w kwietniu zajął Wilno, a w dniu 23 maja dotarł do Warszawy nie napotykając większego oporu. Po zajęciu miasta Szwedzi ruszyli na południe, pokonując 19 lipca armię polsko-saską w bitwie pod Kliszowem. Szwedzi zajęli 7 sierpnia Kraków, w wyniku czego spłonął Zamek na Wawelu, a następnie zaatakowali Saksonię. W maju 1703 roku Szwedzi pobili Sasów pod Pułtuskiem, 16 września 1703 roku zajęli Poznań, a w październiku Toruń. Chociaż uzyskali poparcie polskiej szlachty, która zawiązała w lutym 1704 roku konfederację warszawską i która zdetronizowała Augusta II, nie udało im się zająć całego kraju, pomimo tego, że po bitwie pod Poniecem opanowali całą Wielkopolskę. W tym samym roku zwolennicy króla Augusta II Mocnego zawiązali w Sandomierzu antyszwedzką konfederację sandomierską, która miała służyć walce z kandydatem Karola XII do tronu polskiego, Stanisławem Leszczyńskim. W czasach panowania Piotra I rosyjscy rezydenci posiadali w Rzeczypospolitej informatorów, głównie wśród ludności prawosławnej. W sierpniu 1704 roku członkowie konfederacji sandomierskiej podpisali w Narwie układ sojuszniczy z władcą Rosji, carem Piotrem I, wypowiadając formalnie wojnę Szwecji. Z kolei po kolejnej zwycięskiej bitwie pod Warszawą w 1705 roku, przeciwnicy Augusta II Mocnego w lipcu wybrali na króla Stanisława Leszczyńskiego. W 1705 r. podpisał on w Warszawie traktat z Karolem XII, który całkowicie podporządkowywał Polskę Szwecji. Kolejnym obiektem ataków stała się Saksonia, która musiała w 1706 r. podpisać upokarzający pokój w Altranstädt. Ponadto August II po klęsce w bitwie pod Wschową zrzekł się praw do korony polskiej.

### Działania Rosjan w Inflantach
Władca Rosji po klęskach zadanych mu przez Szwedów wykorzystał zaangażowanie się króla Szwecji w wewnętrzne sprawy Polski i walki z Saksonią i zreorganizował swoją armię, m.in. zwiększył rolę artylerii i przezbroił żołnierzy w broń skałkową. Rosjanie zdobyli Dorpat, Wolmar, Narwę oraz Nöteborg (dzisiejszy Szlisselburg), a także wkroczyli na obszar Rzeczypospolitej. W 1703 roku Rosjanie zdobyli ujście rzeki Newy, co umożliwiło im budowę u jej ujścia nowej stolicy – Sankt Petersburga.

## Atak Szwedów na Rosję (1707–1709)
Rozdrażniony podjęciem inicjatywy przez Rosjan, Karol XII z liczącą 44 000 żołnierzy armią opuścił Saksonię i w sierpniu 1707 roku ruszył w kierunku Rosji. W grudniu przeszli Wisłę, w styczniu zajęli Grodno, a następnie w okolicach Mińska rozłożyli leża zimowe. W Polsce Szwedzi zostawili 8000 dragonów. W czerwcu 1708 roku Szwedzi ruszyli na Moskwę w kierunku tzw. Bramy smoleńskiej, skąd wiodła najkrótsza droga na Moskwę. Po drodze odnieśli zwycięstwo w bitwie pod Hołowczynem w północnej części Wielkiego Księstwa Litewskiego, jednak wkrótce idąca z Rygi na spotkanie z Karolem XII inna armia szwedzka została pokonana w bitwie pod Leśną, co było pierwszym poważnym zwycięstwem Rosjan nad Szwedami w tej wojnie. Karol XII w związku ze stosowaniem przez Rosjan taktyki „spalonej ziemi” i mając wielkie problemy z zaopatrzeniem postanowił zawrócić i iść na południe, gdzie zawiązał sojusz z przywódcą Kozaków, hetmanem Mazepą. Plan zakładał wspólny atak na Moskwę oraz uniezależnienie od Rosjan kozackiego Hetmanatu.

### Klęska Szwedów pod Połtawą
Dopiero wiosną 1708 r. 40-tysięczna armia szwedzka ruszyła z baz w Rzeczypospolitej na wschód, by rozprawić się z drugim bałtyckim rywalem. Już na samym początku kampanii Szwedzi doznali zawodu, nie otrzymując obiecanej pomocy ze strony Inflant i ukraińskiego hetmana Mazepy, z którym wcześniej się sprzymierzyli. 8 lipca 1709, w wielkiej bitwie pod Połtawą z wojskami rosyjskimi, ponieśli sromotną klęskę. Sam król Karol XII wprawdzie ocalał dzięki ucieczce z placu boju i schronieniu się w tureckich Benderach, lecz jego niezwyciężona dotąd armia, jaką poprowadził ze sobą, przestała praktycznie istnieć. Powrócił do kraju dopiero w 1713 r., już po utracie większości terenów nadbałtyckich, a następnie zginął w 1718 r. w starciu z Duńczykami.

## Rosyjska ofensywa w Inflantach i Finlandii (1710–1714)
Rosjanie w czerwcu zdobyli Wyborg, w lipcu zdobyli Rygę, a w sierpniu Parnawę. Ostatnim punktem kontrolowanym przez Szwedów w Inflantach był Tallinn (Rewel), który po oblężeniu skapitulował pod koniec września 1710 roku. Także we wrześniu padła położona już w Finlandii szwedzka twierdza Kexholm. Następnie jednak uwagę cara Piotra I odwróciło od zaangażowania na północy włączenie się do wojny Turcji, w której schronił się król Karol XII po klęsce pod Połtawą (wojna rosyjsko-turecka (1710–1711)).
Po podpisaniu pokoju z Turcją, w 1713 roku Rosjanie rozpoczęli długo przygotowywany atak na kontrolowaną przez Szwedów Finlandię, w związku z którym zbudowano nową flotę wojenną. W maju opanowano Helsinki, a następnie Borga. W lutym 1714 roku cała armia szwedzka została pokonana przez Rosjan w bitwie pod Storkyro. W sierpniu 1714 Rosjanie pokonali Szwedów w bitwie morskiej pod Hanko.
Jesienią 1714 roku pierwsze oddziały rosyjskie wylądowały na terytorium Szwecji i zajęły miasto Umeå.

## Walki w Skanii (1709–1710)
Po zmuszeniu Danii przez króla Szwecji Karola XII do zawarcia separatystycznego pokoju w Traventhal i wycofania się z wojny, zmiana sytuacji po przegranej Szwedów pod Połtawą spowodowała podjęcie inicjatywy przez Danię w celu odzyskania prowincji Skanii, Hallandu i Blekinge. Doprowadziło to do ponownego wypowiedzenia wojny przez Danię i wysadzenia przez nią desantu w listopadzie 1709 roku na terytorium Szwecji. Duńska armia prowadzona przez generała Christiana Ditleva Reventlowa liczyła 15 000 ludzi i nie napotkała poważniejszego oporu, a niewielka szwedzka armia Magnusa Stenbocka wycofała się do Smalandii. W grudniu 1709 roku Duńczycy kontrolowali niemal całą środkową Skanię, poza Landskroną i Malmö i ruszyli w kierunku Karlskrony, bijąc po drodze w styczniu 1710 roku niewielkie siły szwedzkie w okolicach Kristianstad.
Stenbock zebrał szybko nowych rekrutów i w lutym z 16 000 żołnierzy ruszył w kierunku Helsingborga, który był kluczem do panowania nad Skanią. 10 marca 1710 roku Szwedzi pokonali Duńczyków w bitwie pod Helsingborgiem czym zakończyła się ostatnia próba w historii odzyskania przez Danię prowincji Skania. W październiku Szwedzi pokonali flotę duńską w bitwie w zatoce Køge.

## Walki w północnych Księstwach Pruskich (1711–1716)
Podczas kampanii 1712 roku duńska armia szła w rejon szwedzkiego Hamburga, natomiast duże rosyjsko-saskie siły stały na południe od Stralsundu, w związku z czym obie grupy miały się połączyć. Szwedzki dowódca Magnus Stenbock postanowił temu zapobiec i zaatakował odnosząc ostatnie wielkie szwedzkie zwycięstwo w III wojnie północnej w bitwie pod Gadebusch. W grudniu 1715 roku kapitulacją szwedzką zakończyło się oblężenie Stralsundu.

## Ostatnia faza wojny (1716–1721)
W lipcu 1716 roku flota duńsko-norweska pokonała flotę szwedzką w bitwie pod Dynekilen. Ostatecznie szwedzką dominację na Bałtyku zakończyła w lipcu 1720 roku przegrana z flotą rosyjską w morskiej bitwie pod Granhamn.

## Pokój w Nystad
III wojna północna ostatecznie zakończyła się w 1721 roku pokojem w Nystad w Finlandii. Saksonia pozostała formalnie w stanie wojny ze Szwecją do 1728 roku, a Rzeczpospolita Obojga Narodów do 1732.

## W skrócie
- 1700–1721: wielka wojna północna; utworzyła się Liga Północna, przeciwko Szwecji wystąpili: Rosja – Piotr I Wielki, Dania – Fryderyk IV, Saksonia – elektor saski i król Polski August II Mocny, Brandenburgia – elektor brandenburski Fryderyk III, od 1701 koronowany na króla w Prusach jako Fryderyk I
- 1700: Szwecja została zaatakowana przez Danię, jednak pokonała ją; Karol XII pokonał Rosję nad Narwą, pobił również wojska saskie pod Rygą
- 1701: Karol XII wkroczył na terytorium Rzeczypospolitej, żądając detronizacji Augusta II
- 1702: rozbicie wojska sasko-koronnego pod Kliszowem przez Szwedów
- 1704: Rzeczpospolita zawarła sojusz z Rosją i formalnie wypowiedziała wojnę Szwecji
- 1705: tron polski objął Stanisław Leszczyński (kierowana przez Karola XII wolna elekcja)
- 1706: bezpośredni atak Szwedów na Saksonię, August II zmuszony do kapitulacji oraz (przez układ w Altranstadt) do zrzeczenia się korony polskiej
- 1708/9: Piotr I zreorganizował armię; kolejne starcie rosyjsko-szwedzkie, bitwa pod Połtawą, zwycięstwo po stronie Piotra I, Karol XII uciekł do Turcji
- 1710/11: wojna turecko-rosyjska, zakończona traktatem pruckim
- 1721: pokój w Nystad – podpisany traktat uczynił Rosję hegemonem w Europie Środkowo-Wschodniej oraz przyznał jej Ingrię, Karelię i Estonię z Inflantami Szwedzkimi.

## Chronologiczna lista bitew
- 1700: bitwa pod Narwą
- 1701: bitwa nad Dźwiną
- 1701: bitwa pod Tryszkami
- 1702: bitwa pod Druskennikami
- 1702: bitwa o Wilno
- 1702: bitwa pod Kliszowem
- 1702: Bitwa pod Piotrkowem
- 1703: bitwa pod Pułtuskiem
- 1703: Zdobycie Poznania
- 1703: bitwa pod Newą
- 1704: bitwa pod Poniecem
- 1704: Oblężenie Poznania
- 1705: bitwa pod Gemauerthof
- 1705: bitwa pod Warszawą
- 1706: bitwa pod Wschową
- 1706: bitwa pod Kaliszem
- 1708: bitwa pod Hołowczynem
- 1708: bitwa pod Smoleńskiem
- 1708: bitwa pod Leśną
- 1708: bitwa pod Koniecpolem
- 1709: bitwa pod Połtawą
- 1709: bitwa pod Lachowcami
- 1710: bitwa pod Helsingborgiem
- 1710: bitwa w zatoce Køge
- 1712: bitwa pod Gadebusch
- 1713: bitwa pod Pälkäne
- 1714: bitwa pod Storkyro
- 1714: bitwa morska pod Hanko
- 1715: oblężenie Stralsundu
- 1716: bitwa pod Dynekilen
- 1716: oblężenie Poznania
- 1718: bitwa morska pod Hongue
- 1719: bitwa pod Stäket
- 1720: bitwa morska pod Granhamn